# Zádor
Zádor es un municipio del distrito de Rimavská Sobota en la región de Banská Bystrica, Eslovaquia, con una población estimada a final del año 2024 de 132 habitantes.
Se encuentra ubicado al este de la región, en la cuenca hidrográfica del río Sajó —un afluente derecho del río Tisza— y cerca de la frontera con la región de Košice y con Hungría.

## Demografía
| Año        | 1994 | 2004    | 2014     | 2024     |
| ---------- | ---- | ------- | -------- | -------- |
| Población  | 111  | 116     | 154      | 132      |
| Diferencia |      | +4,50 % | +32,75 % | −14,28 % |

| Año        | 2023 | 2024    |
| ---------- | ---- | ------- |
| Población  | 134  | 132     |
| Diferencia |      | −1,49 % |